# 떠날 때는 말없이
"떠날 때는 말없이"는 1964년에 개봉한 대한민국의 영화이다.

## 캐스팅
- 강신성일 : 명수 역
- 엄앵란 : 미영 역
- 김승호 : 미영의 아버지 역
- 황정순 : 미영의 어머니 역
- 윤일봉 : 준호 역
- 주증녀
- 차유미
- 조희자
- 김웅
- 최장호
- 심상우
- 이수일
- 이예성
- 임성표
- 박유미
- 전계현